# مديحة عبد الحليم
مديحة عبد الحليم (1928 - 1947) هي مغنية وممثلة مصرية.

## نشأتها ومسيرتها
ولدت في عام 1928 بالقاهرة، بدأت النشاط الفني في عام 1950 لدي الإذاعة المصرية، واشتركت في العديد من الأوبريتات الغنائية الإذاعية.

## أعماله[2]
- عملت بالغناء والتمثيل في بعض الأفلام المصرية ومنها دعوة المظلوم سنة 1956 وفيلم أمير الدهاء عام 1964.
- غنت أشهر أغانيها يالالا ويالا يالالالى ومن أغنياتها أيضاً فتان وجميل وساحرنى يا نيل و فات يوم من غير ما تكلمنى.

## أغانيها
- اعمل إيه فهمني
- الام – على العود
- ان عشت يومك
- انت وانا
- اوصيك بيا
- جنة الأحلام
- جواب حبيبى سرقوه – حفلة
- الحب مين يقدريداريه
- حياتنا في الغرام غنوة
- حياتنا في الغرام غنوة
- سألت روض الجمال
- سبحانه في علاه
- شغلانه
- شمس الاصيل
- عشمتنى بالحلق
- غنى وقول ياطير
- فجر يوم جديد
- فات يوم من غيرماتكلمني
- فاتت سنة وجيت يارمضان
- فتان وجميل وساحرنى يانيل
- فرحة الشعب
- كفاح بورسعيد
- كل ده كان ليه
- ياعاشقين – حفل 1954
- لاتكذبى – على العود
- لاجئتان
- لايمها لايمها
- لحن ابتسامتك
- ليه بتخبى سر هواك
- محلاك شهر الكرم والتوبة
- محلى السهر ويا القمر
- معرفش إيه مكتوب
- مكتوب الليلة
- مولانا دعانا
- نجوى ام
- هتف بى الشوق
- وطنى العربي
- وياك للنهاية
- يابخت من زار الحرمين
- يالا لالالي
- ياليلة الأحلام
- ياليلة الأحلام حرام تمرى اوام
- يخونك شبابي